# Pallidoplectron
Pallidoplectron är ett släkte av insekter. Pallidoplectron ingår i familjen grottvårtbitare.
Kladogram enligt Catalogue of Life:
| Pallidoplectron | \| \| Pallidoplectron peniculosum \| \| \| \| \| \| Pallidoplectron subterraneum \| \| \| \| \| \| Pallidoplectron turneri \| \| \| \| |
|                 | \| \| Pallidoplectron peniculosum \| \| \| \| \| \| Pallidoplectron subterraneum \| \| \| \| \| \| Pallidoplectron turneri \| \| \| \| |
|                 | Pallidoplectron peniculosum |
|                 | |
|                 | Pallidoplectron subterraneum |
|                 | |
|                 | Pallidoplectron turneri |
|                 | |